# Concerto số 3 cho violin (Saint-Saëns)
Concerto số 3 cho violin, cung Si thứ , Op. 61 là bản một tác phẩm dành cho violin và dàn nhạc giao hưởng, cũng là concerto cho violin cuối cùng của nhà soạn nhạc người Pháp Camille Saint-Saëns. Ông sáng tác concerto này vào tháng 3 năm 1880. Tác phẩm được nhà soạn nhạc Pháp viết cho nghệ sĩ violin người Tây Ban Nha Pablo de Sarasate, người đã biểu diễn tại buổi ra mắt tác phẩm vào tháng 10 năm 1880. Đây là một trong những tác phẩm chuẩn mực cho danh mục biểu diễn hòa nhạc.
Concerto viết cho violin độc tấu, 2 sáo, 2 oboe, 2 clarinet giọng La, 2 bassoon, 2 horn giọng Rê, 2 trumpet giọng Mi, 3 trombone, timpani và bộ dây.
Concerto gồm ba chương:
- Allegro non troppo
- Andantino quasi allegretto
- Molto moderato e maestoso - Allegro non troppo

Dù tác phẩm này có vẻ ít yêu cầu kĩ thuật hơn những bản trước đó, những sáng kiến về giai điệu và sự tinh tế mang nét trường phái ấn tượng đem lại những thách thức về biểu diễn đáng kể. Điểm nhấn này nổi bật nhất ở chương hai và đoạn chorale ở chương cuối, gợi nhắc lại phần kết thúc của piano concerto số 4. Có lẽ nhờ vậy mà tác phẩm này cùng Introduction và Rondo Capriccioso, Op. 28, và Havanaise, Op. 83, đã trụ vững thành những tác phẩm quan trọng cho violin của Saint-Saëns vẫn được nghe thường xuyên cho tới nay. 